# Декан (плоскогорье)
Дека́н, или Дека́нское плоского́рье (хинди दक्खिन, Даккхин; англ. Deccan Plateau, от санскр. दक्षिण дакшина — «южный») — плоскогорье в Индии, охватывающее более половины полуострова Индостан. Расположено во внутренней части полуострова, ограничено с севера рекой Нармада, с юга рекой Кавери. Занимает площадь около 1 млн км². Поверхность главным образом наклонена к востоку, в связи с чем большинство рек стекают на восток и впадают в Бенгальский залив.
К северу от плоскогорья расположена Индо-Гангская равнина. По западному краю плоскогорья проходят Западные Гаты, которые в южной части отгораживают Малабарский берег, а по восточному краю — Восточные Гаты, отгораживающие от плоскогорья Коромандельский берег соответственно.

## Этимология
Термин Декан является русской транскрипцией англизированного термина Deccan, происходящего от пракритского Даккхан, восходящего к санскритскому Дакшина, что означает — «южный».

## Геология

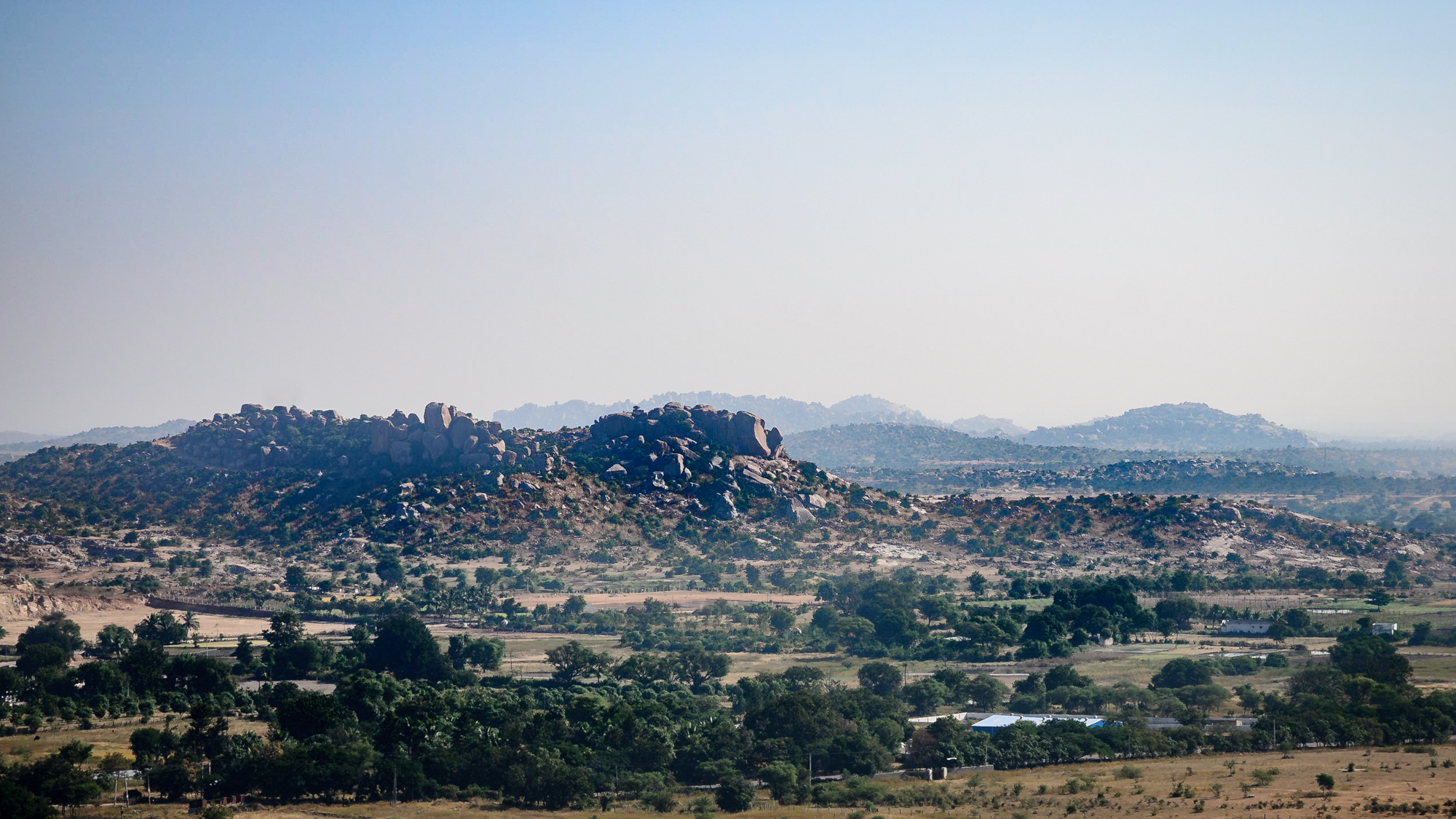
Deccan plateau, Hyderabad, India

Горы — кратеры древних потухших вулканов. Состоит преимущественно из поверхностей выравнивания мезозойского и палеоген-неогенового возрастов. На северо-западе представлен столово-ступенчатый структурно-денудационный рельеф. С точки зрения геологии плоскогорье составляет часть Индийской плиты. Сложено в основном гнейсами времён архея и протерозоя, кристаллическими сланцами и кварцитами, включающими гранитные интрузии. Также на северо-западе представлены базальтовые покровы (траппы) верхнемелового и эоценового возраста толщиной до 1500—1800 м, их площадь около 520 тысяч км². На плоскогорье открыты и разрабатываются месторождения руд меди, железа, марганца, вольфрама, золота, каменного угля. Из-за извержений, которые последний раз происходили больше 60 000 000 лет назад, образовывались базальтовые плато — Деканские траппы, от которых пошли ступенчатые базальто-речные долины.

## Климат
Наиболее благоприятный в Южной Азии климат — субэкваториальный муссонный. Максимальное количество осадков выпадает летом (годовое количество: 2500—3000 мм на наветренных склонах, 500—700 мм в центре). Май — самый тёплый месяц (средние температуры 29—32 °С), январь — самый холодный (21—24 °С). Крупные реки: Нармада, Маханади, Годавари, Кришна, Кавери. Плодороднейшие почвы, на траппах представлены чёрные тропические почвы (регуры), в основном же красные латеритные, красно-бурые. Из ландшафтов представлены муссонные листопадные леса, сухие саванны и редколесья и опустыненные саванны (в западной части). Леса состоят в основном из тика, сала, железного дерева, бамбуков. Территория плоскогорья широко используется в сельском хозяйстве (распахано 60 % территории).